# Reparto de frenada

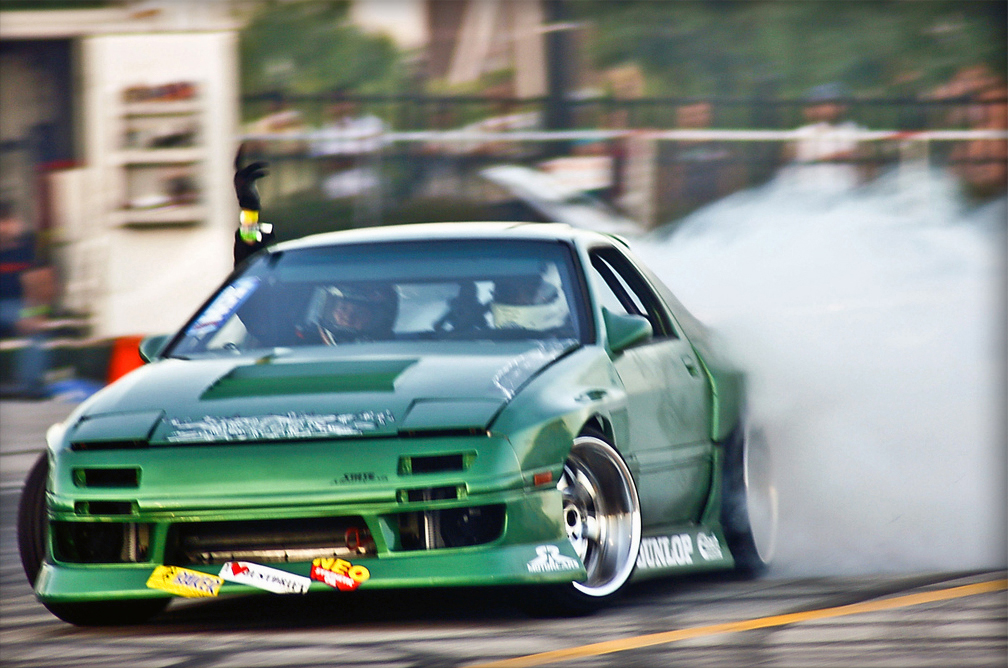
Prueba de drifting, una especialidad automovilística en la que el reparto de frenada es clave

El reparto de frenada (también conocido como distribución o compensación de frenada) es un ajuste del sistema de frenado de un vehículo destinado a mejorar su eficacia, mediante el que se tiene en cuenta la sobrecarga generada sobre el eje delantero mientras se decelera.

## Ecuaciones

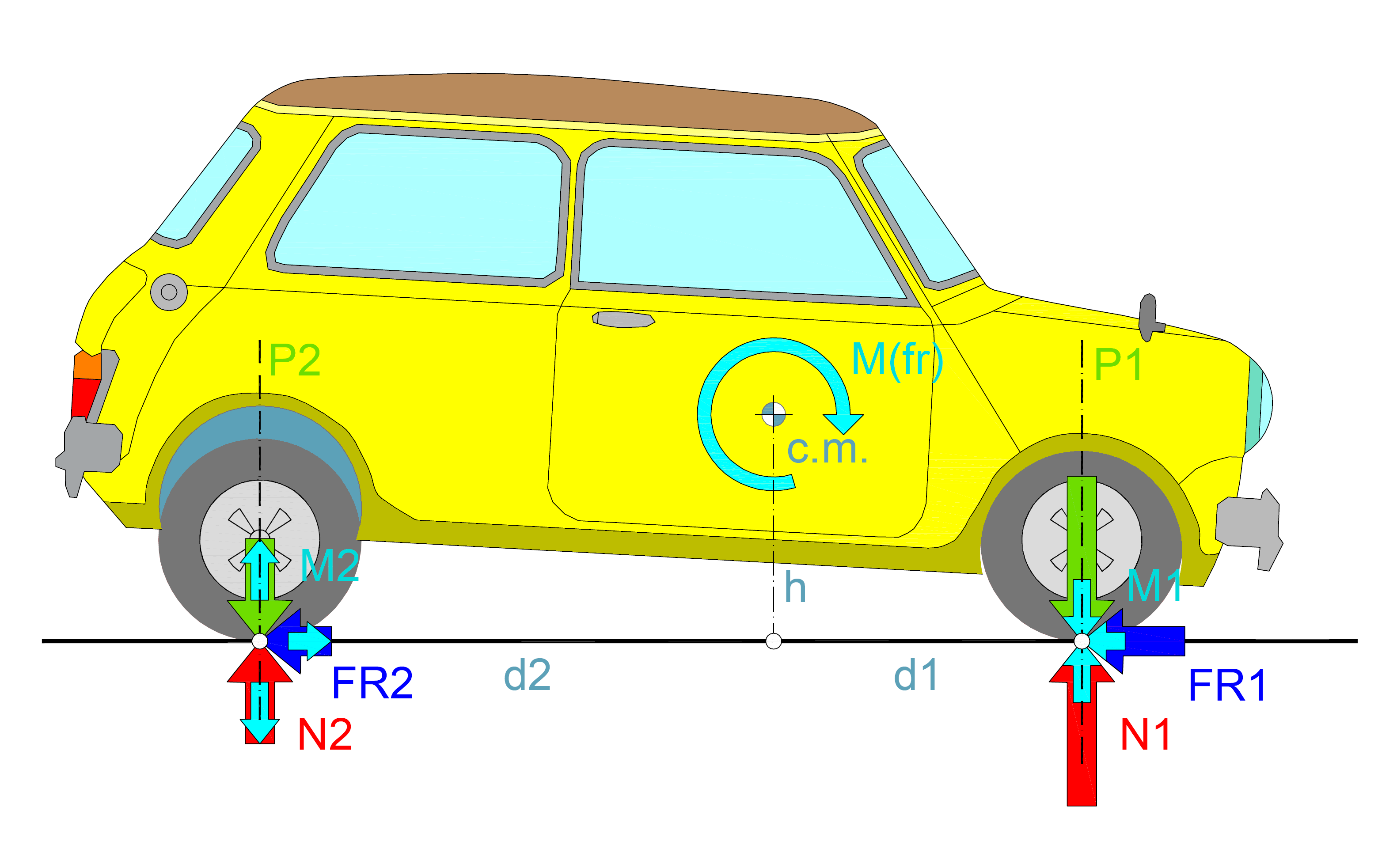
Efecto de la deceleración, que genera un momento de giro que incrementa la capacidad de frenada del eje delantero, y reduce la del eje trasero

Cuando un automóvil en marcha aplica sus frenos, se produce una reducción de su velocidad provocada por la aparición de una fuerza de rozamiento contraria a su avance en el contacto entre sus ruedas y la calzada. El valor de estas fuerzas de fricción es proporcional a la fuerza normal soportada por cada rueda, que cuando el vehículo circula por una carretera horizontal, es equivalente y contraria a su peso. A su vez, el reparto de peso entre los ejes de un automóvil suele depender de la disposición del motor. En el caso de los coches con motor delantero, es habitual que el 60% recaiga sobre el eje delantero, y el 40% sobre el trasero.
Debido a que las fuerzas de rozamiento {\displaystyle FR1=(N1\cdot \mu )} y {\displaystyle FR2=(N2\cdot \mu )} están aplicadas en el contacto entre las ruedas y la calzada, y que el centro de masas {\displaystyle c.m.} está situado a una altura {\displaystyle h} por encima, se genera un par de fuerzas:
{\displaystyle M{\text{(fr)}}=(FR1+FR2)\cdot h}
Dado que el coche está apoyado sobre la calzada, no puede girar alrededor de su centro de gravedad, por lo que se generan dos fuerzas iguales y opuestas {\displaystyle M1=M2}, tales que:
{\displaystyle (M1\cdot d1)+(M2\cdot d2)=M{\text{(fr)}}}
Teniendo en cuenta su sentido, en el eje delantero {\displaystyle M1} se suma a {\displaystyle N1}, mientras que en el eje trasero, {\displaystyle M2} se resta a {\displaystyle N2}, lo que implica que:
{\displaystyle FR_{\text{(delantero)}}=(FR1+M1\cdot \mu )}
{\displaystyle FR_{\text{(trasero)  }}=(FR2-M2\cdot \mu )}

## Funcionamiento
Cuando un automóvil frena, se produce una mayor distribución del peso del coche sobre el eje delantero, debido a la altura sobre la calzada del centro de gravedad del vehículo. Este efecto de distribución no uniforme de la carga sobre el eje delantero es mayor cuanto mayor es la deceleración y el centro de gravedad está situado más alto.
Por este motivo, en todos los coches los sistemas de frenado son más potentes en el eje delantero que en el trasero, ya que de lo contrario se desaprovecharía la frenada y al patinar las ruedas traseras se correría el riesgo de sufrir un trompo por poco que se gire. De hecho, se suelen diseñar los frenos para que se bloqueen antes en el eje delantero que en el trasero incluso en seco, ya que es más fácil de solucionar un subviraje que un sobreviraje.
Para mejorar aún más la frenada, en vehículos de competición se usan repartidores de frenada manuales, ya que el reparto de frenada ideal no es siempre el mismo, como por ejemplo, en mojado y en seco, puesto que la deceleración es diferente y con ella el reparto de peso sobre los ejes.
Para obtener el reparto de frenada ideal en coches de calle, sin tener que seleccionarlo manualmente, se han desarrollado los sistemas electrónicos EBV y EBD en conjunción con el ABS.

## Motos y bicicletas
En el caso de frenadas de motos y bicicletas, la rueda delantera recibe un par considerable, originado por el peso del vehículo y del conductor. Este par tiende a elevar la rueda trasera y reducir su agarre a la calzada. Puede incluso despegarla totalmente del suelo, llegando incluso a producirse una vuelta de campana en caso de utilizarse bruscamente el freno delantero.
Por este motivo, hay que repartir parte de la frenada a la rueda trasera, aunque la delantera pueda soportar toda la carga de la frenada sin acercarse al límite del derrapaje.
También hay sistemas que hacen girar el freno delantero en sentido contrario al de la rueda, y convierten el par de la frenada en una ayuda en vez de en un problema. Este sistema además tiene otros efectos giroscópicos que hacen la moto más ágil en las curvas.
Las bicicletas con respaldo para el conductor mitigan mucho el levantamiento de la rueda posterior y frenan mucho mejor que las que no lo tienen.
En caso de las motocicletas, especialmente en las de gama alta, cada vez se incorporan más dispositivos electrónicos similares a los utilizados en los automóviles que optimizan automáticamente la eficiacia de la frenada. Con anterioridad, en la década de 1970, el fabricante de motocicletas italiano Moto Guzzi y la compañía Brembo habían desarrollado un sistema denominado frenado integral que utilizaba dos discos de freno delante y uno detrás, cuya fuerza de apriete se regulaba mecánicamente.